# Ils tuent encore Suzie
Ils tuent encore Suzie (They Keep Killing Suzie)  est le huitième épisode de la série britannique de science fiction Torchwood.

## Synopsis
Le mot Torchwood est retrouvé écrit en lettres de sang sur différentes scènes de crimes. Petit à petit, un lien se crée avec Suzie Costello, une ancienne employée de Torchwood.

## Lien avecDoctor Who
- On retrouve sur le bureau de Jack Harkness, les lunettes 3D utilisé par le Docteur.
- Yasmin Bannerman, qui joue le rôle de Kathy Swanson jouait le rôle de Jabe dans l'épisode La Fin du monde.

## Continuité
- L'épisode revient sur de nombreux éléments de l'épisode pilote Tout change : la pilule d'amnésie, le gant de résurrection et évidemment Suzie Costello. En réalité, ce scénario était à la base un script "overcommission", une sorte "brouillon de secours" écrit en cas de problème. Russell T Davies l'a trouvé tellement convaincant qu'il a décidé de le retravailler pour en faire un épisode conventionnel[1].
- C'est d'ailleurs Davies qui a rajouté l'évocation d'un second gant[1].
- Tout comme la Saison 2 de Doctor Who, une prophétie évoquant les évènements de la fin de la saison apparait dans les derniers mots de Suzie.

## Musique
- Red Is The New Black par Funeral for a Friend : lorsque les agents recherchent Lucy au Wolf Bar.
- Sing par Travis.
- Soley, Soley par Middle of the Road : la chanson que Gwen et Suzie écoutent dans la voiture.
- Gorecki par Lamb : à la fin de l'épisode, le montage montrant Owen réconfortant Gwen et le retour de Jack et Gwen au travail.